# Leptodesmus attemsi
Leptodesmus attemsi är en mångfotingart som beskrevs av Henri W. Brölemann 1898. Leptodesmus attemsi ingår i släktet Leptodesmus och familjen Chelodesmidae. Inga underarter finns listade i Catalogue of Life.